# ハックの家
ハックの家（はっくのいえ）は1998年4月に開設された福祉作業所。特定非営利活動法人。

## 概要
| 主たる事務所の所在地 | 岩手県下閉伊郡田野畑村菅窪20番地２ |
| 従たる事務所の所在地 | － |
| 代表者氏名           | 竹下 美惠子 |
| 設立認証年月日       | 2007年03月15日 |
| 定款に記載された目的 | この法人は、田野畑村並びに近隣市町村に住んでいるあらゆる障害をもった本人及び家族に対して、住みなれた地域において安心して普通の暮らしができるよう必要な支援を行うとともに、障害のある人もない人もともに支え合う共生の街づくりを目指す活動を通じ、地域福祉の発展に寄与することを目的とする。 |

## 沿革
2007年03月15日　設立認証。